# 10th Anniversary Songs〜Tribute to COIL〜
『10th Anniversary Songs〜Tribute to COIL〜』（テンス・アニバーサリー・ソングス トリビュート・トゥー・コイル）は、福耳が2008年10月22日にrhythm zoneよりリリースしたCOILの楽曲のトリビュート・アルバム。

## 収録曲
1. DANCE BABY DANCE / 福耳 
5thシングル。
2. Loveless / スガ シカオ
COILの10thシングル。
スガのコンピレーション・アルバム『SugarlessII』にも収録された。
3. キリギリス / 長澤知之 
COILの4thシングル『BIRDS』のカップリング。
4. これでいいのだ/それでいいのか? / 山崎まさよし
COILの1stシングル『天才ヴァガボンド』のカップリング。
5. ラーメン'95 / 秦基博+大橋卓弥（from スキマスイッチ）
COILの4thシングル『BIRDS』のカップリング。
6. アホアホベイビー / 杏子+元ちとせ 
COILのベストアルバム『ALL ERASE OK?』のボーナストラック。
7. 夏はこれからだ! （Extended Ver.） / 福耳 
5thシングル。シングル収録版に比べ、前奏が長くなっている。
8. みずうみ / COIL+葉葉
COILの4thアルバム『0・10』収録。
9. バナナ日和 / MICRON' STUFF
COILの3rdアルバム『AUTO REVERSE』収録。
10. ハレルヤ / 元ちとせ+常田真太郎（from スキマスイッチ）
COILの4thアルバム『0・10』収録。
11. カウンセリング&メンテナンス(Copy & Paste Ver.) / COIL+福耳 All Stars 
COILの6thシングル。
12. 64 / 大橋卓弥（from スキマスイッチ）+秦基博
COILの1stシングル『天才ヴァガボンド』のカップリング。

## 参加アーティスト
- 杏子
- 山崎まさよし
- スガシカオ
- COIL
- あらきゆうこ（mi-gu）
- 元ちとせ
- スキマスイッチ
- 長澤知之
- 秦基博
- MICRON' STUFF
- 葉葉

## 参加ミュージシャン
DANCE BABY DANCE
- 杏子：Vocal
- 山崎まさよし：Vocal,Electric Guitar,Percussion,Vibraphone,Harmonica,Chorus
- スガシカオ：Vocal,Electric Guitar,Chorus
- 元ちとせ：Vocal,Chorus
- 大橋卓弥,秦基博,MICRON' STUFF：Chorus
- 岡本定義,長澤知之：Electric Guitar,Chorus
- 常田真太郎：Organ
- 佐藤洋介：Bass
- あらきゆうこ：Drums,Percussion,Chorus
- 福耳：HandClaps

Loveless
- スガシカオ：Vocal
- 森俊之：Programming

キリギリス
- 長澤知之：Vocal,Chorus,Keyboards,Acoustic Guitar,Electric Guitar

 これでいいのだ/それでいいのか?
- 山崎まさよし：Vocal,All Instruments

ラーメン'95
- 秦基博：Vocal,Whistle,Acoustic Guitar
- 大橋卓弥：Chorus,Whistle,Piano

アホアホ♥ベイビー
- 杏子：Vocal
- 元ちとせ：Chorus
- ヤマサキテツヤ：All Instruments

夏はこれからだ! （Extended Ver.）
- 大橋卓弥,元ちとせ：Vocal, Chorus
- 秦基博：Vocal,Acoustic Guitar,Chorus
- 杏子,山崎まさよし,スガシカオ：Chorus
- MICRON' STUFF：Flow
- 岡本定義,長澤知之：Electric Guitar
- 常田真太郎：Piano
- 佐藤洋介：Bass
- あらきゆうこ：Drums

みずうみ
- 葉葉：Vocal
- 杉本優：Piano,Programming
- 今野均,大先生室屋,真部裕：Violin
- 渡辺一雄：Viola
- 笠原あやの：Cello

バナナ日和
- BINGO,SHIGE：Vocal
- KENGO：Guitar
- MUNEYOSHI：Bass
- GEJI：Programming,Synthesizer

ハレルヤ
- 元ちとせ：Vocal,Chorus
- 常田真太郎：All Instruments

カウンセリング＆メンテナンス (Copy＆Paste Ver.)
Copy Part
- Produced,Arranged,Performed by COIL
- あらきゆうこ：Drums

Paste Part
- 岡本定義：Vocal,Electric Guitar
- 杏子, 元ちとせ：Dance
- 山崎まさよし：Harmonica,MC
- スガシカオ：Recorder
- 長澤知之：Electric Guitar
- あらきゆうこ：Matryomin
- 大橋卓弥：Alto Sax
- 常田真太郎：Keyboard
- 秦基博：Fake
- MICRON' STUFF：Flow, Dance
- ライオン･メリィ：Organ
- 松平賢一：Bass
- 古谷隆行：Drums

64
- 大橋卓弥：Vocal,Acoustic Guitar,Loop
- 秦基博：Chorus,Piano,Tambourine,Acoustic Guitar